# 7-я горнопехотная дивизия (вермахт)
7-я горнопехотная дивизия (нем. 7. Gebirgs-Division) — создана в ноябре 1941 года, из 99-й лёгкой пехотной дивизии.

## Боевой путь дивизии
С февраля 1942 года — участие в войне против СССР. Бои в Карелии.
В ноябре 1944 года — отступила в Норвегию (в район Нарвика).
В мае 1945 года после капитуляции Германии взята в британский плен.

## Состав дивизии
- 206-й горнопехотный полк (Gebirgs-Jäger-Regiment 206)
- 218-й горнопехотный полк (Gebirgs-Jäger-Regiment 218)
- 82-й горный артиллерийский полк (Gebirgs-Artillerie-Regiment 82)
- 99-й горный противотанковый батальон
- 99-й горный разведывательный батальон
- 99-й горный батальон связи (Gebirgs-Nachrichten-Abteilung 99)
- 99-й горный саперный батальон (Gebirgs-Pionier-Bataillon 99)
- 82-й лыжный батальон
- 99-й полевой запасной батальон

## Командиры дивизии
- с 1 января 1942 — генерал-лейтенант Роберт Мартинек
- с 10 сентября 1942 — генерал-лейтенант Август Кракау